# Stilbon meeki
Stilbon meeki är en fjärilsart som beskrevs av Rothschild och Jordan 1905. Stilbon meeki ingår i släktet Stilbon och familjen juvelvingar. Inga underarter finns listade i Catalogue of Life.